# Catedral Basílica de San José de Mayo

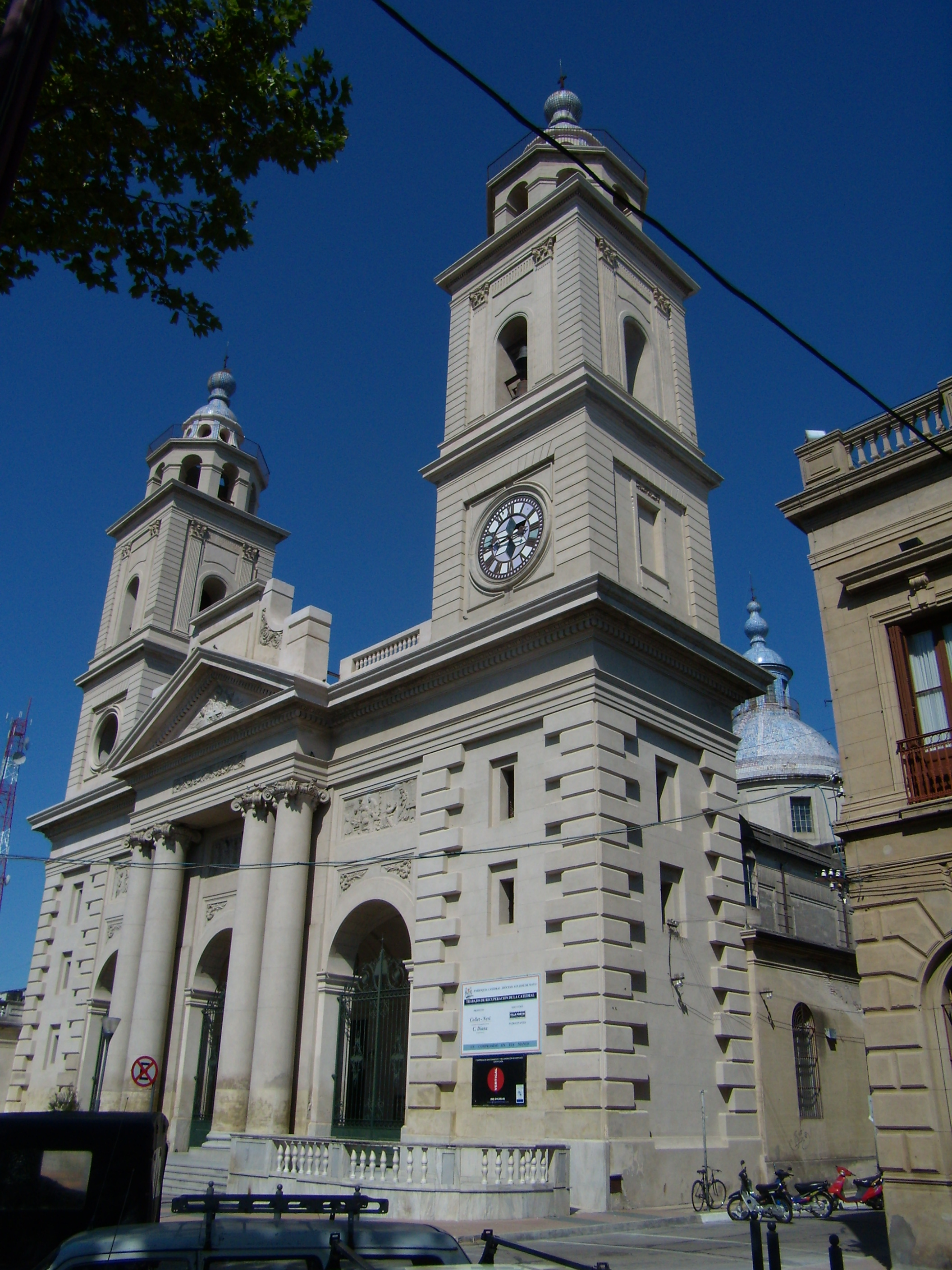
Kathedral-Basilika von San José de Mayo

Die römisch-katholische Catedral Basílica de San José de Mayo ist Sitz des Bistums San José de Mayo in der Stadt San José de Mayo, Hauptstadt des uruguayischen Departamento San José.

## Geschichte
Die Kirche wurde zwischen 1858 und 1874 in architektonischen Baustilen des 19. Jahrhunderts errichtet. Architekt war der katalanische Baumeister Antonio Fongivell. Am 24. März 1875 wurde die Kirche geweiht und dem heiligen Joseph als Kirchenpatron gewidmet. Am Sonntag, den 20. Februar 1921 wurde die Orgel eingeweiht.
Als das Bistum San José 1955 errichtet wurde, wurde die Kirche des heiligen Joseph zur Kathedrale erhoben. Am 24. April 1957 wurde der Kathedrale dann der Titel „Basilica minor“ verliehen.
Am 2. Oktober 1990 wurde die Kathedral-Basilika zum nationalen historischen Denkmal („Monumento Histórico Nacional“) erklärt.

## Beschreibung
Die Kathedral-Basilika ist 72 Meter lange und 26 Meter breit und steht an der Plaza Treinta y Tres Orientales. Sie hat eine Doppelturmfassade, die Vierung ist mit einer Kuppel überwölbt. Das Kirchenschiff ruht auf acht Säulen aus Carrara-Marmor, deren Transport aus dem Hafen Montevideos nach San José de Mayo jeweils einen Monat dauerte. Die Kuppeln sind mit Azulejos aus dem französischen Département Pas-de-Calais versehen. Auch sonst sind europäische Künstler an der Ausstattung der Kirche beteiligt gewesen. Hauptaltar und Hochreliefs stammen von dem katalanischen Bildhauer Domingo Mora, der Altar in der Sakramentskapelle ist das Werk der Brüder Repetto aus Lavagno in Italien. Die 1951 hinzugekommenen Fresken an den Wänden und das Gemälde „Herrlichkeit des Heiligen Josef“ in der Kuppel stammen vom italienischen Maler Lino Dinetto.
In den Türmen der Kathedral-Basilika befinden sich Glocken, deren größte über drei Tonnen wiegt und deren Klang in einem Umkreis von bis zu 15 Kilometern zu vernehmen ist. Im rechten der Fassadentürme befindet sich eine Uhr schweizerischen Ursprungs, die seit dem 25. August 1900 hier ihren Dienst versieht.
Orgel
Die Orgel stammt aus der Produktion der Firma E. F. Walcker & Cie. und wurde 1914 hergestellt. Sie verfügt über insgesamt 21 Register auf zwei Manualen und Pedal.

## Nachweise
1. ↑  El órgano de la Catedral (Die Orgel der Kathedrale) auf der Site des Bistums San José de Mayo (spanisch)

Koordinaten: 34° 20′ 25,4″ S, 56° 42′ 48,2″ W